# Согвипхо
Согвипхо́ (кор. 서귀포시?, 西歸浦市?, Seogwipo-si) — город в провинции Чеджудо, Южная Корея. Население 155 691 человек (по состоянию на 31 декабря 2011 года). В 2002 году стал одним из городов, принявших чемпионат мира ФИФА, прошедший в этом году. Общий бюджет в 2002 году составил 524.6 миллиарда вон. Как у города, входящего в список Всемирного Наследия ЮНЕСКО, у него есть большой потенциал для развития в разных отраслях промышленности, включая туризм. Согвипхо, а также входящий в его состав остров Марадо, являются крайними южными точками Кореи.

## Города-побратимы
- Карацу, Япония.
- Касима (Ибараки), Япония (с ноября 2003)[1].